# Liste der Highways in Queensland

Lage von Queensland

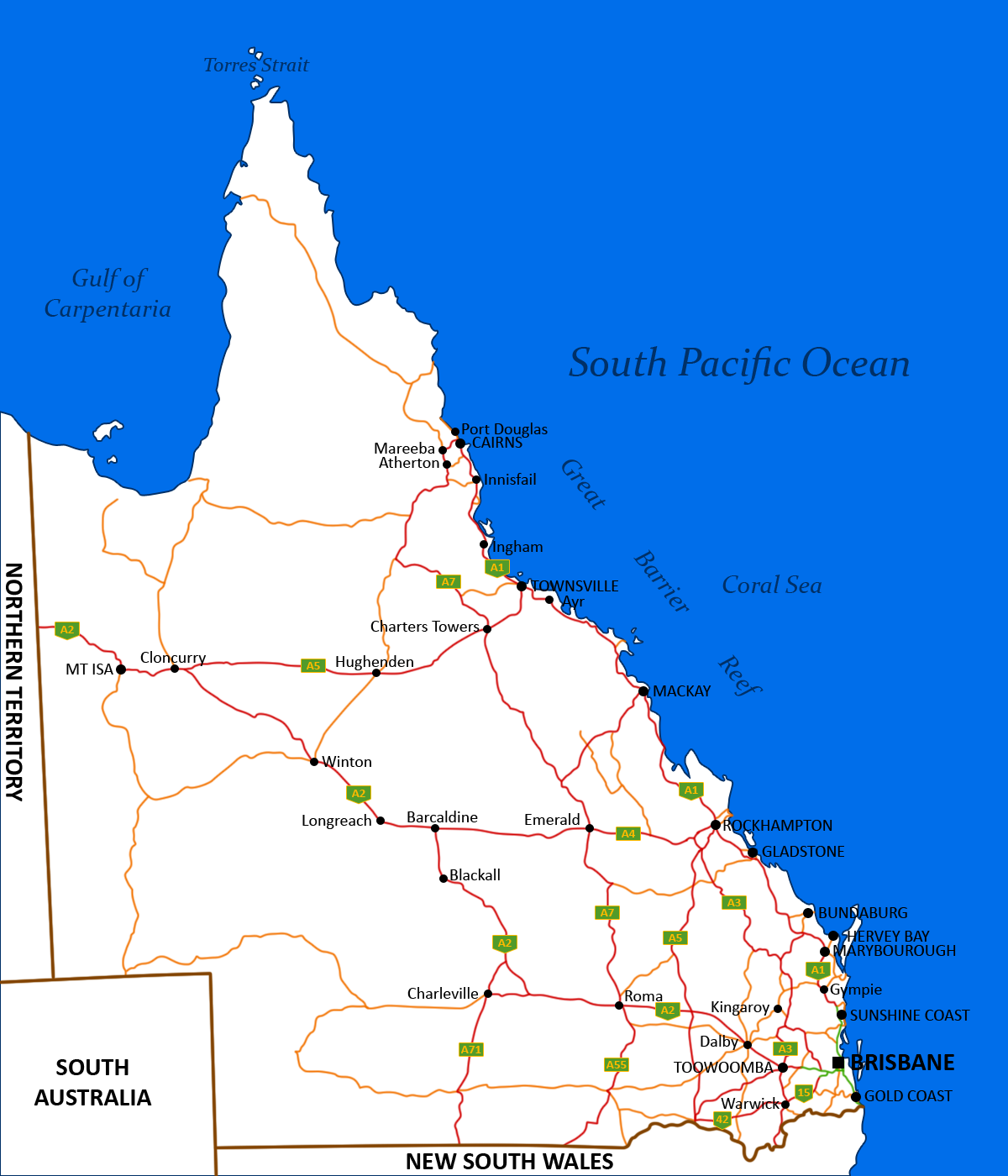
Karte der Highways von Queensland

Queensland, als flächenmäßig der zweitgrößte Bundesstaat in Australien ist gleichzeitig der am meisten dezentralisierte. So überspannt das Netzwerk der Highways den größten Teil des Staates, anders als beispielsweise im spärlich besiedelten Western Australia. Sogar die Outback Tracks in Queensland werden gut erhalten, da sie durch vergleichsweise dicht besiedeltes Gebiet führen.
Der Ausbauzustand des Straßennetzes variiert vom 8-spurigen Pacific Motorway, der Brisbane mit der Gold Coast verbindet, bis hin zu nicht asphaltierten Tracks im Outback. Diese Vielfalt der unterschiedlichen Fernstraßentypen spiegelt neben der Bevölkerungsdichte auch die Unterschiede im Gelände und andere klimatische Bedingungen wider. Ebenso vielfältig sind die Auszeichnungen der verschiedenen Fernstraßen. In Queensland kommen alle im Laufe von Jahrzehnten eingesetzten Schemata gleichzeitig vor. Neben dem alten National Route System und dem State Route System, erkennbar an den blau hinterlegten Schildern, bis zu den modernen alphanumerischen Bezeichnungen und der speziellen Notation in der Metropolregion Brisbane werden alle parallel verwendet.

## National Highways
- Bruce Highway
- Bruce Highway
- - Barkly Highway
  - Landsborough Highway
  - Matilda Highway
  - Warrego Highway
- - Cunningham Highway
  - New England Highway
- - Gore Highway
  - Leichhardt Highway

## State Highways
- - Gateway Motorway
  - Pacific Motorway
- - Captain Cook Highway
  - Gulf Developmental Road
  - Kennedy Highway
  - Savannah Way
- - Gateway Motorway
  - Logan Motorway
  - Ipswich Motorway
- - Mitchell Highway
  - Matilda Highway
  - Warrego Highway
- Gold Coast Highway
- - Inner City Bypass
  - Pacific Motorway
- - Burnett Highway
  - D’Aguilar Highway
  - New England Highway
- Isis Highway
- Capricorn Highway
- - Western Freeway
  - Centenary Motorway
- Leichhardt Highway
- Logan Motorway
- Flinders Highway
- Ipswich Motorway
- - Carnarvon Highway
  - Dawson Highway
  - Gregory Highway
  - Gregory Developmental Road
- Smith Street Motorway
- Mount Lindesay Highway
- - Brisbane Valley Highway
  - D’Aguilar Highway
- - Palmerston Highway
  - East Evelyn Road
- - Burke Developmental Road
  - Mareeba Dimbulah Road
- Cunningham Highway
- - Captain Cook Highway
  - Mossman Mount Molloy Road
- Carnarvon Highway
- - Balonne Highway
  - Bunya Highway
  - Moonie Highway
  - Wide Bay Highway
- - Isis Highway
  - Gillies Highway
  - Atherton Herberton Road
- - Castlereagh Highway
  - Carnarvon Highway
- - Dawson Highway
  - Dawson Developmental Road
- Kennedy Developmental Road
- Gregory Developmental Road
- Peak Downs Highway
- - Mitchell Highway
  - Matilda Highway
- Surat Developmental Road
- Mulligan Highway
- - Barwon Highway
  - Brisbane Valley Highway
  - D’Aguilar Highway
  - Esk Hampton Road
- D’Aguilar Highway

## Outback Tracks
- Fitzroy Developmental Road
- Herveys Range Developmental Road
- Bowen Developmental Road
- 79 Thomson Developmental Road
- Peninsula Developmental Road
- - Eyre Developmental Road
  - Wills Developmental Road
  - Birdsville Track
  - Birdsville Developmental Road
  - Diamantina Developmental Road
  - Burke Developmental Road
- ohne Nr.
  - Bulloo Developmental Road
  - Cooper Developmental Road
  - Donohue Highway
  - Suttor Developmental Road
  - Telegraph Road